# 張燕昌
張燕昌（1738年—1814年），字芑堂，號文魚，又號金粟山人，浙江海鹽人，中國篆刻家、書法家、畫家。

## 生平
勤奮好學，乾隆四十二年（1777年）優貢，嘉慶元年（1796年）舉孝廉方正。精金石篆刻、勒石，工畫蘭竹，拜浙派創始人丁敬為師。齋堂為“石鼓亭”，又工篆、隸、飛白、行楷，無所不能，兼善繪畫，山水、人物、花卉等。著有《金石契》、《飛白書隸》、《石鼓文存》及《芑堂刻印》。

## 篆刻作品舉例

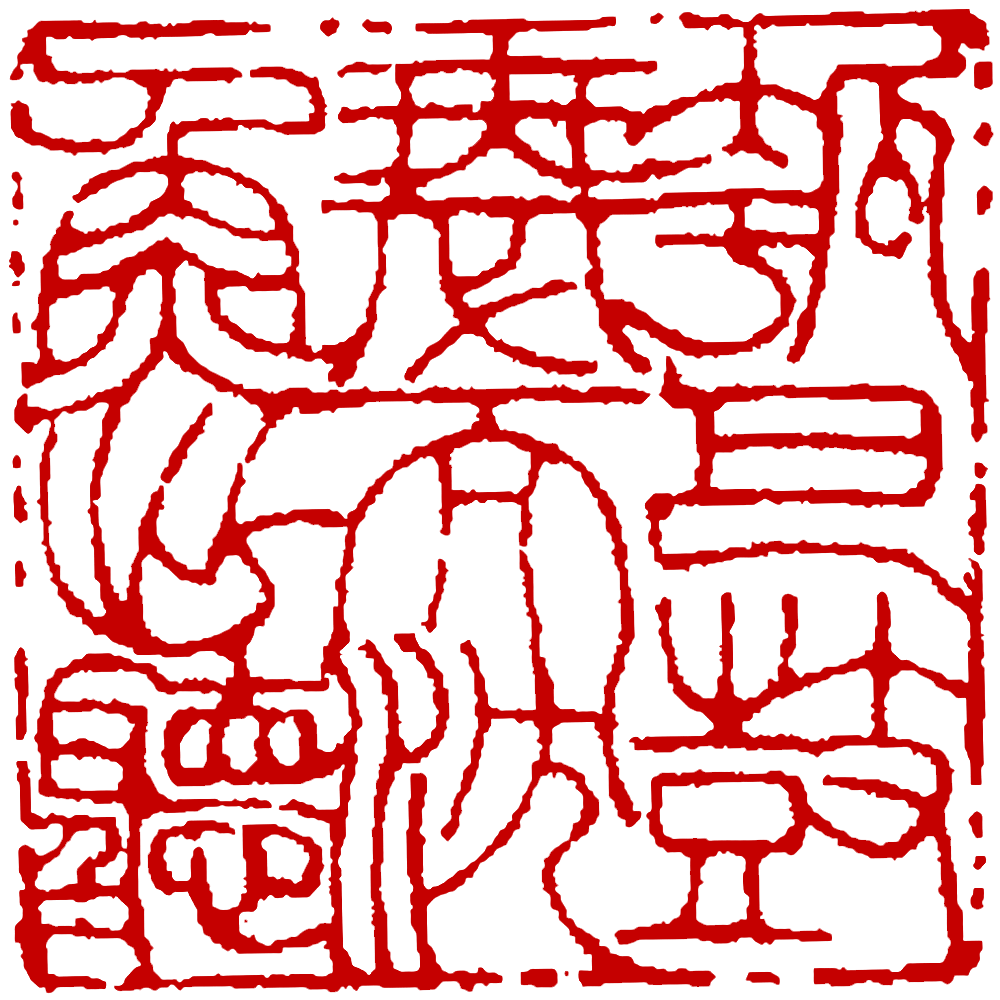
瓠巴鼓瑟而沉魚出聽
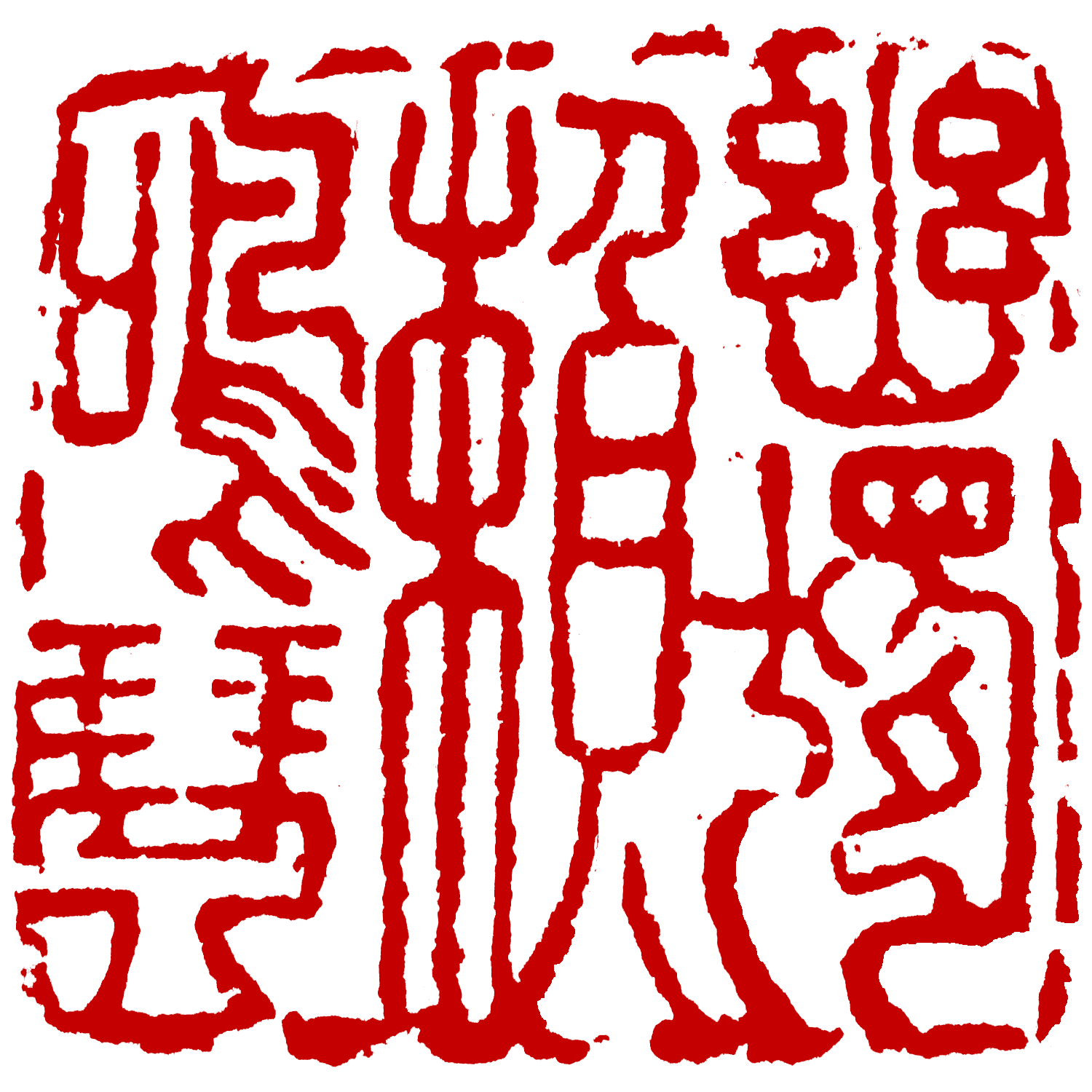
幽獨賴鳴琴
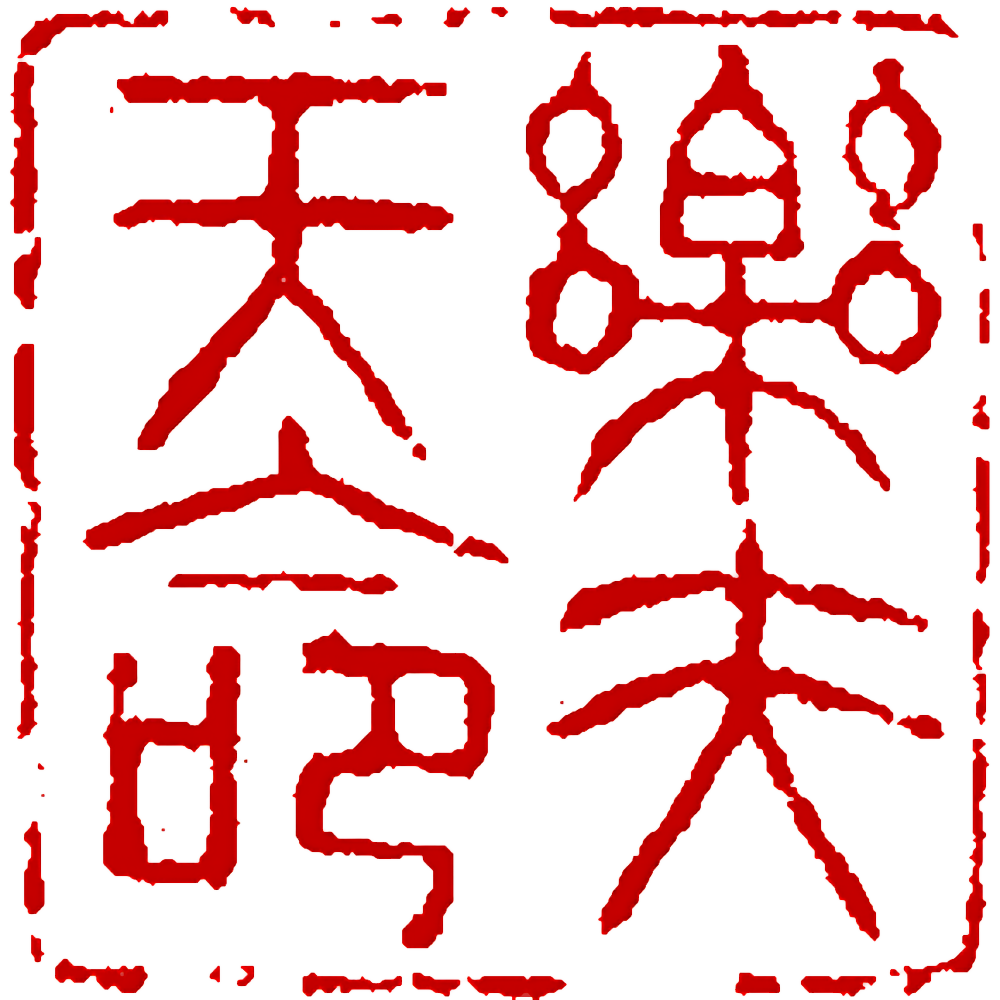
樂夫天命
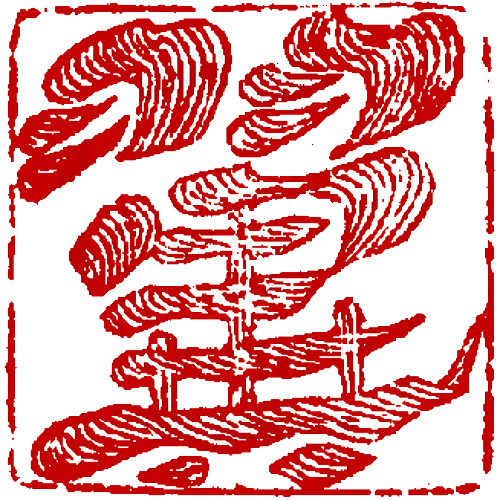
翼（飛白體）
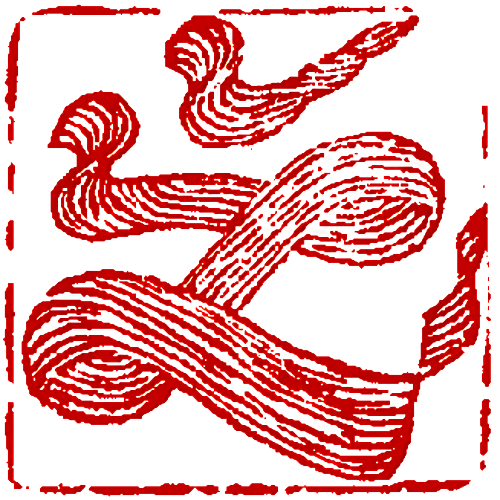
之（飛白體）
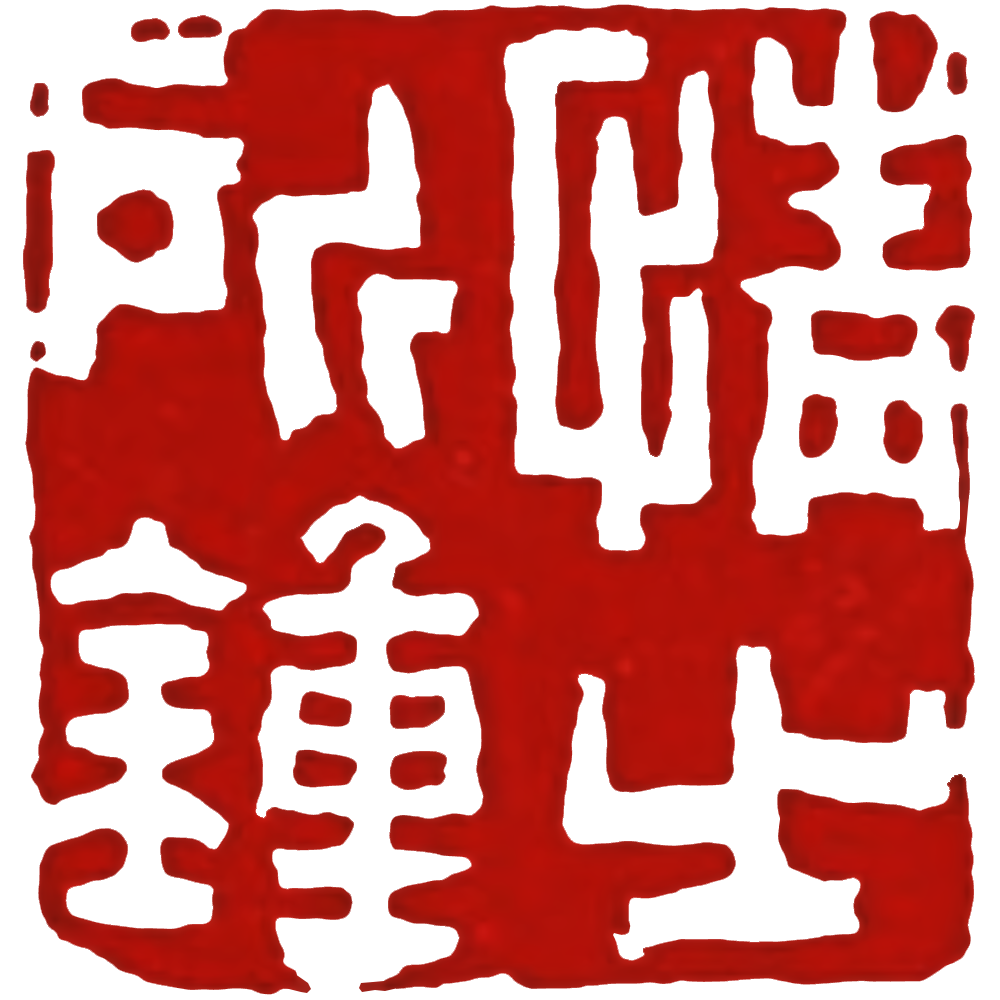
情之所鍾